# Darrell Posey
Darrell Addison Posey (Henderson, 14 de março de 1947 – Oxford, 6 de março de 2001) foi um antropólogo e biólogo estadunidense que fez pesquisas sobre os povos indígenas, especialmente os caiapó, e sobre os conhecimentos tradicionais das comunidades. Estudou a gestão indígena dos ecossistemas, com um enfoque etnobiológico. Combinou a investigação científica o ativismo pelo respeito às diferentes culturas, e especialmente, pelo reconhecimento dos direitos colectivos de propriedade intelectual indígenas. Renunciou a posições acadêmicas para lutar pelos direitos dos povos nativos.

## Estudos
Seu professor de biologia do ensino médio, Ned Barra, o interessou no estudo dos insetos. Em 1970, se formou em Entomologia, na Universidade do Estado da Luisiana, onde conseguiu em 1974 um mestrado em Antropologia, com a dissertação "O assentamento A Quinta Sala: um grupo marginal tri-racial". Recebeu o doutorado em Antropologia, em 1979, na Universidade de Geórgia, com a tese "Etnoentomología de los Gorotire Kayapó de Brasil Central".

## Em Brasil
Posey chegou a Brasil pela primeira vez em 1977 para começar seu trabalho de campo para sua tese de doutorado entre os caiapó. Após conseguir seu doutorado, retornou em 1982, como professor no Departamento de Biologia da Universidade Federal do Maranhão em São Luís. Dirigiu o Projeto. Caiapõ de pesquisa etnobiológica, que continuou quando Posey se transferiu, em 1986, para o Museu Paraense Emílio Goeldi, em Belém. Foi pesquisador titular do Conselho Nacional de Desenvolvimento Científico e Tecnológico - CNPq - do Brasil; en 1989 fundou o Instituto de Etnobiologia da Amazônia (INEA).

## Legado
Foi diretor do Programa de Direitos de Recursos Tradicionais do Centro para o Meio Ambiente, a Ética e a Sociedade, de Oxford, e membro do Linacre College da Universidade de Oxford; Presidente-fundador da Sociedade Internacional de Etnobiologia; e Presidente da Aliança Global pela Diversidade Bio-Cultural, sob cujo patrocínio fundou o Grupo de Trabalho sobre Direitos aos Recursos Tradicionais que coordenou.
Posey foi um cientísta comprometido com a causa do povo kayapó e sua luta pelo território.  Opôs-se tanto àqueles que exploram os recursos naturais dos territórios indígenas, como também aos cientístas ou acadêmicos que desprezam os direitos coletivos de propriedade intelectual indígena. Segundo Posey, o conhecimento indígena é chave para o uso sustentável dos recursos naturais bióticos.

## Livros
- Posey, D. A. (1974). The Fifth Ward Settlement: a tri-racial marginal group. Unpublished M.A. thesis, Louisiana State University, Baton Rouge, Louisiana.
- Posey, D. A. (1979). Ethnoentomology of the Gorotire Kayapó of central Brazil. Unpublished Ph.D. thesis, University of Georgia, Athens, Georgia.
- Posey, D. A., et al. (1987). Alternativas à destruicão: ciência dos Mebengokre [Kayapó] . Belém, Brazil: Museu Paraense Emílio Goeldi. [Museum exhibit catalog]
- Posey, D. A., & Balée, W. L. (Eds.). (1989). Resource Management in Amazonia: Indigenous and Folk Strategies. (Advances in Economic Botany, 7). New York: New York Botanical Garden Press. ISBN 978-0-89327-340-8 ; ISBN 0-89327-340-6
- Posey, D. A., & Overal, W. L. (Eds.). (1990). Ethnobiology: Implications and Applications. Proceedings of the First International Congress of Ethnobiology, 1988. Belém, Brazil: Museu Paraense Emílio Goeldi. ISBN 85-7098-020-5 ; ISBN 978-85-7098-020-5
- Posey, D. A. (1995). Indigenous peoples and traditional resource rights: a basis for equitable relationships? . Oxford: Green College Centre for Environmental Policy and Understanding.
- Posey, D. A., Argumedo, A., da Costa e Silva, E., Dutfield, G., & Plenderleith, K. (1995). Indigenous peoples, traditional technologies and equitable sharing: international instruments for the protection of community intellectual property and traditional resource rights . Gland, Switzerland: International Union for the Conservation of Nature.
- Posey, D. A. (1996). Equitable Sharing of Benefits: International Instruments for the Protection of Community Intellectual Property and Traditional Resource Rights . The Hague: International Union for the Conservation of Nature/UNA, International Books.
- Posey, D. A. (1996). Provisions and mechanisms of the Convention on Biological Diversity for Access to Traditional Technologies and Benefit Sharing for Indigenous and Local Communities Embodying Traditional Lifestyles. (OCEES Research Paper, 6) . Oxford: Oxford Centre for the Environment, Ethics & Society. ISBN 1-900316-05-6
- Martin, G. A., Hoare, A. L., & Posey, D. A. (Eds.). (1996 ). Sources for Applying Ethnobotany to Conservation and Community Development: People and Plants Handbook. Paris: UNESCO, WWF & Kew Botanical Gardens.
- Pei Shengji, Su Yong-ge, Long Chun-lin, Marr, K., & Posey, D. A. (Eds.). (1996). The Challenges of Ethnobiology in the 21st Century: Proceedings of the Second International Congress of Ethnobiology. Kunming, China: Yunnan Science and Technology Press.
- Posey, D. A., Dutfield, G., Plenderleith, K., da Costa e Silva, E., & Argumedo, A. (1996). Traditional Resource Rights: International Instruments for Protection and Compensation for Indigenous Peoples and Local Communities . Gland: International Union for the Conservation of Nature. ISBN 2-8317-0355-7
- Posey, D. A., & Dutfield, G. (1996). Beyond Intellectual Property: Toward Traditional Resource Rights for Indigenous Peoples and Local Communities . Ottawa: International Development Research Centre. ISBN 0-88936-799-X ; ISBN 978-0-88936-799-9
- Posey, D. A., & Dutfield, G. (1997). Indigenous peoples and sustainability: cases and actions . Utrecht: International Union for the Conservation of Nature and International Books.
- Posey, D. A. (Ed.). (1999). Cultural and Spiritual Values of Biodiversity. London: United Nations Environmental Programme & Intermediate Technology Publications. ISBN 1-85339-397-5 ; ISBN 1-85339-394-0
- Posey, D. A. (2002). Kayapo Ethnoecology and Culture . Kristina Plenderleith (Ed.) New York: Routledge. ISBN 978-0-415-27791-4
- Posey, D. A., & Vertovec, S. A. (Eds.). (2003). Globalization, Globalism, Environments, and Environmentalism: Consciousness of Connections (The Linacre Lectures). Oxford & New York: Oxford University Press. ISBN 978-0-19-926452-0 ; ISBN 0-19-926452-X
- Posey, D. A. (2004). Indigenous Knowledge and Ethics: A Darrell Posey Reader . New York: Routledge. ISBN 978-0-415-32363-5 ; ISBN 0-415-32363-0
- Posey, D. A., & Balick, M. J. (Eds.). (2006). Human Impacts on Amazonia: The Role of Traditional Ecological Knowledge in Conservation and Development. New York: Columbia University Press. ISBN 978-0-231-10588-0